# Кемал
 Тази статия е за селото в Турция.  За османския политик вижте Али Кемал.  
Кемал (на турски: Kemalköy) е село в Източна Тракия, Турция, вилает Одрин.

## География
Селото се намира северозападно от Одрин близо до границата с България.

## История
В 19 век Кемал е българско село в Одринска кааза на Одринския вилает на Османската империя. Според „Етнография на вилаетите Адрианопол, Монастир и Салоника“, издадена в Константинопол в 1878 година и отразяваща статистиката на населението от 1873 Кемал (Kemal) е село в Нахия Юскюдар на Одринска каза с 50 домакинства и 232 жители българи. В българското училище в Кемал в 1888 - 1900 година преподава Ангел Чалъков.
Според статистиката на професор Любомир Милетич в 1912 година в селото живеят 65 български екзархийски семейства или 292 души.
Българското население на Кемал се изселва след Междусъюзническата война в 1913 година.

## Личности
Починали в Кемал
- Бели Мозов Линов, български военен деец, младши подофицер, загинал през Балканската война на 16 октомври 1912 година[4]
- Ванко Дончев Манджуков, български военен деец, младши подофицер, загинал през Балканската война на 16 октомври 1912 година[5]
- Георги Цанков Тонев, български военен деец, старши подофицер, загинал през Балканската война на 16 октомври 1912 година[6]
- Марин Георгиев Баулов, български военен деец, старши подофицер, загинал през Балканската война на 16 октомври 1912 година[7]